# 이성일 (번역가)
이성일(李誠一, 1943년~)은 대한민국의 영문학자이자 번역가이며, 연세대학교의 명예교수이다.